# Selección de rugby de Croacia
La selección croata de rugby es el equipo representativo de Rugby de Croacia. Se encuentra regulada por la Unión Croata de Rugby (Hrvatski ragbijaški savez) y juega en la División 2A de la Rugby Europe International Championships (copa de Europa). Actualmente se encuentra en el puesto 56 del ranking oficial WRR a nivel mundial. Está conformada por jugadores de origen o ascendencia croata.
Cabe destacar que juega partidos internacionales desde 1992; sin embargo, no se ha clasificado todavía a ningún Campeonato Mundial (entre 1987-1991 formó parte de Yugoslavia).

## Historia
El primer partido internacional aconteció el 28 de noviembre de 1992, en donde vencieron al seleccionado de Bosnia y Herzegovina por 47-3. Un año después,  hicieron lo propio con Austria y Hungría.  Luego se enfrentaron a Italia, siendo derrotados por este conjunto por 76-11. Ese año mencionado finalizó con un triunfo sobre Marruecos (36-12), y con una derrota ante España.
En 1993 ganó tres de sus cinco encuentros, perdiendo solamente contra Ucrania y Luxemburgo, derrotando más tarde (en 1995) al segundo. Vale aclarar que jugaron varios partidos en la temporada 1996-97, derrotando a países como Israel, Noruega, Bulgaria, Letonia y Moldavia, perdiendo contra una selección de trayectoria internacional como Georgia por 29-15.
De 1997 a 2000, Croacia jugó 11 partidos internacionales con 10 victorias y 1 derrota (Países Bajos).
Entre 2001 y 2002 lograron 5 triunfos consecutivos. Cabe remarcar que comenzó en la tercera ronda del torneo de clasificación para la Copa del Mundo del 2007, pero fue eliminada por Letonia y Andorra.
En el día de San Patricio de 2007 (17 de marzo) en Knin, la selección croata jugó contra el equipo irlandés de Barbarians y ganó así la Copa de Saint Patrick.
El 10 de noviembre de 2007, Croacia derrotó a Malta 24-9 en Makarska. En 2008, se enfrentó a Andorra en Split (19 de abril) y a Letonia en Riga (10 de mayo).

## Jugadores destacados
Croacia tiene una gran cantidad de jugadores neozelandeses, australianos y sudafricanos (de origen croata) que han pasado por dichos seleccionados. El primer neozelandés (de ascendencia croata) que jugó para este país fue Brendon Winslow, en un partido contra Luxemburgo en 1995.
Otros neozelandeses, fueron Paul Vegar (North Shore, NZ reps), Paul Vujcich (Manurewa y North Shore) y los hermanos Graham Rob y Reon (Patumahoe, Manurewa).
Anthony Posa (entrenó al RC Doncaster de Inglaterra) fue otro neozelandés que jugó en múltiples  ocasiones con el seleccionado de Croacia (1996-2003)
Actualidad
Hoy en día, existen dos croatas los que juegan para equipos élite de Europa, Justin Tipurić juega para un conjunto de Gales y Met Kvesic para el Gloucester de Inglaterra

## Resultados
- Primera partido internacional

35 – 3 vs  Eslovenia
(1992)
- Mayor diferencia a favor

78 – 3 (75) vs  Hungría
(1993)
- Mayor derrota

6-126  vs  Francia
(1993)